# IHIアグリテック
株式会社IHIアグリテック（アイ・エイチ・アイ アグリテック）は、北海道千歳市と長野県松本市に本社（登記上の本店は北海道千歳市）を置くエンジン（ディーゼルエンジンなどの産業用エンジン）、農業機械、農業機械用インプルメント、医療機器のメーカーである。
『STAR』、および『シバウラ』ブランドで知られる。

## 概要
かつてはシバウラブランドの管理機やトラクターを開発・製造していたが、1991年にヤンマー農機（現・ヤンマー）と業務提携。『パートナーシップ ヤンマー☆シバウラ』を称して、2018年現在は同社にYT2シリーズ（総輪およびハーフクローラー、22馬力～32馬力）のトラクタをOEM供給している。自社ブランドでの国内向け農業機械分野からは段階的に撤退しているが、芝地管理用ターフトラクター、乗用草刈り機などの機械は現在も引き続き、日本及び海外に向けて製造販売している。
なお、かつて「シバウラ」ブランドで販売されていたオリジナルの国内向け農業機械用の純正部品は現在、業務提携先のヤンマーが全て保有している。
2018年（平成30年）12月に小型原動機事業をキャタピラーへ譲渡。シバウラブランドのエンジンの製造・販売およびアフターサービスはキャタピラーの子会社であるパーキンスジャパン合同会社が継承した。
かつてはテレビCMに野球評論家の西本幸雄が出演した（トラクター「スタイガー」シリーズ、コンバインは杉本彩と共演）。

## 沿革
- 1942年（昭和17年） - 東京石川島造船所と芝浦製作所が共同出資し、石川島芝浦タービン松本工場を設立[3]。
- 1950年（昭和25年）4月 - 事業種目を変更し、石川島芝浦機械株式会社を設立。内燃機関とそれを応用したトラクタや可搬型消防ポンプを製造する。
- 1970年（昭和45年） - アメリカのフォードとトラクタの販売契約を締結。
- 1985年（昭和60年）- イギリスの産業用エンジンメーカー、パーキンス・エンジン（英語版）とディーゼル・エンジンのOEM契約を締結。
- 1991年（平成3年）- ヤンマー農機（当時）と業務提携。
- 1995年（平成7年）- イギリスにパーキンスとの合弁会社を設立。
- 2004年（平成16年）- アメリカにパーキンスとの合弁会社を設立。
- 2007年（平成19年）7月1日 - 親会社である石川島播磨重工業の社名変更に合わせ、社名を株式会社IHIシバウラに変更。
- 2008年（平成20年）- 中国にパーキンスとの合弁会社を設立。
- 2009年（平成21年）- 長野県松本市に本社移転。
- 2017年（平成29年）
  - 7月1日 - 消防機器、防災機器部門が分離独立し、投資ファンドのニューホライズンキャピタル傘下の株式会社シバウラ防災製作所として事業承継[4]。
  - 10月1日 - 農機・小型原動機事業の組織再編に伴い、株式会社IHIスター（存続会社。旧・スター農機）と統合、株式会社IHIアグリテックに社名変更。北海道千歳市に本社機能移転。
- 2018年（平成30年）12月 - 小型原動機事業をキャタピラーへ譲渡[2]。

## 所在地
- 千歳本社・工場（北海道千歳市）
- 松本本社・工場（長野県松本市）
- 東京本社（東京都江東区）
- 朝日工場（長野県東筑摩郡朝日村）
- 岡山西大寺工場（岡山県岡山市東区）